# Piana Rotaliana
Piana Rotaliana je náplavová rovina mezi řekami Adiže a Noce v provincii Trentino v Itálii. Je jediným místem pěstování místní odrůdy vinné révy Teroldego. Johan Wolfgang Goethe ve své Italské cestě popsal území jako nejkrásnější vinici v Evropě.
Oblast má tvar podlouhlého trojúhelníku, v němž jeden vrchol leží ve vyústění údolí Val di Non do údolí Adiže, druhý vrchol v místě, kde Adiže opouští Nonsbergské Alpy a vrchol nejužšího úhlu tvoří samotný soutok řek u obce Zambana. Údolí je ohraničeno vysokými strmými srázy horských masivů. V místech vtoku řeky Noce do oblasti se nalézá chráněný biotop La Rocchetta, nad soutokem s Adiží chráněný biotop La Rupe.
Řeka Noce se do poloviny 19. století vlévala do Adiže krátce po opuštění údolí Val di Non. Oblast tehdy byla močálovitá a často zaplavovaná. Zemědělská činnost tak byla vyvíjena pouze na krátkých úsecích okolních svahů. Současné koryto řeky Noce je dílem vodohospodářských úprav, provedených v režii rakouské správy v letech 1849-1852.

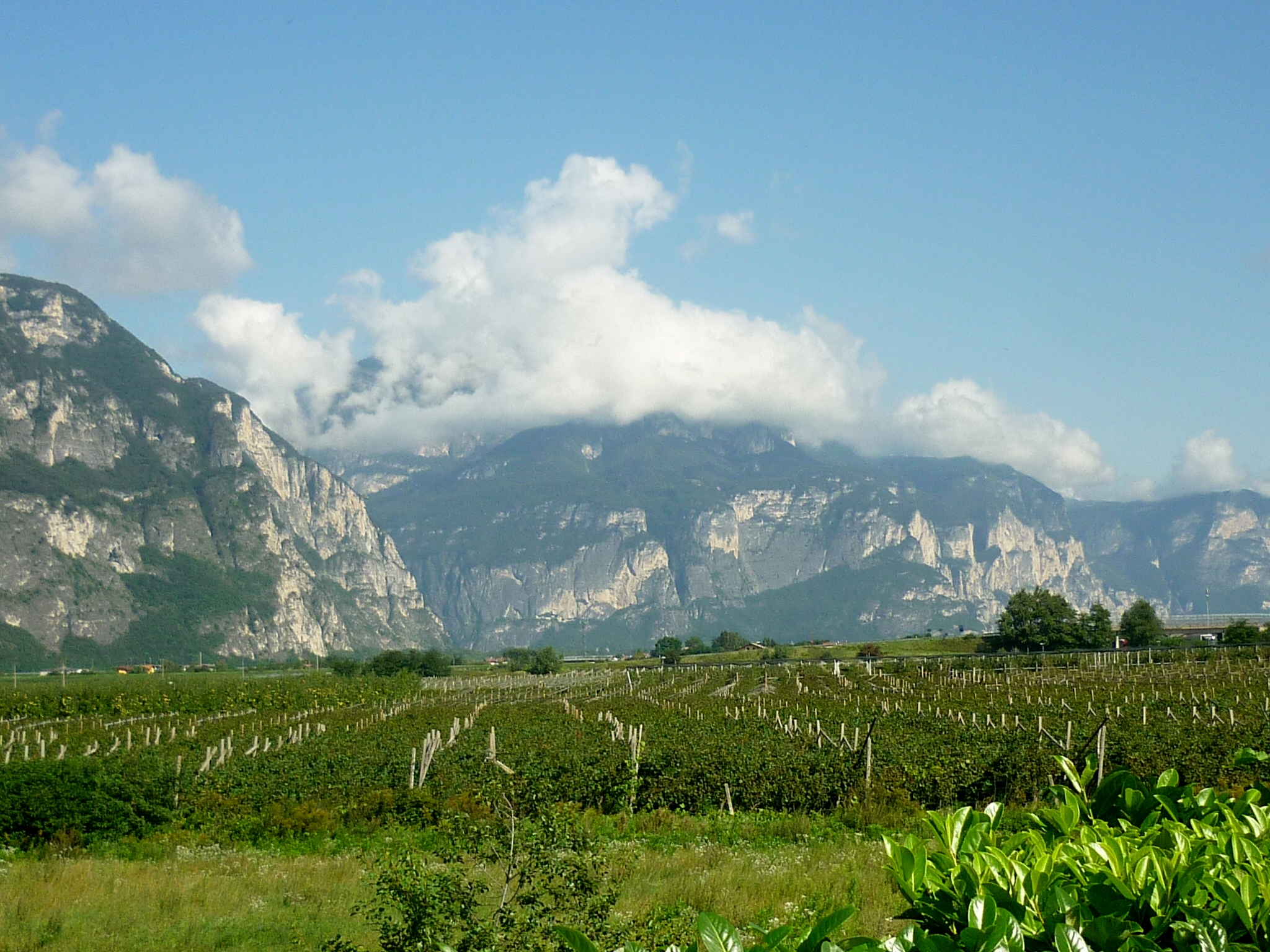
Pohled od břehu Noce u La Rupe

Vody Adiže přinášely do oblasti písečný materiál, zatímco vody Noce úlomky, vytvořené během tvorby kaňonů v údolí Val di Non. Smísením náplavového materiálu obou řek vznikla jedinečná štěrkopískovitá půda dostatečně zásobená vláhou podmokem řek. Oblast patří mezi nejslunečnější údolí v Alpách a v některých letech je přesažena hodnota 300 slunečních dní v roce. Během dne vyhřáté skalní masivy, které údolí obepínají, poskytují teplo v nočním čase. Oblast tak poskytuje jedinečné půdní i klimatické prostředí. Většinu plochy, zhruba 600 ha, tvoří vinice odrůdy Teroldego. Na přelomu září a října se sklízí víno, z něhož se v místních provozovnách vyrábí jednak grappa, především však pýcha Trentina, červené víno Teroldego Rotaliano DOC.
Nejvýznamnějšími sídly oblasti jsou Mezzolombardo, Mezzocorona a San Michele all'Adige, kde většinu pracovních příležitostí poskytuje právě vinařství.